# ويليام ماسون
ويليام ماسون (بالإنجليزية: William Mason)‏ (18 أبريل 1811 في المملكة المتحدة - 24 يناير 1865) هو لاعب كريكت بريطاني (وحمل سابقاً جنسية المملكة المتحدة لبريطانيا العظمى وأيرلندا). لعب مع نادي مقاطعة ساسكس للكركيت ‏ وSussex county cricket teams ‏.

## وصلات خارجية
- ويليام ماسون على موقع إي آس بي آن كريك إنفو (الإنجليزية)